# Amares (freguesia)

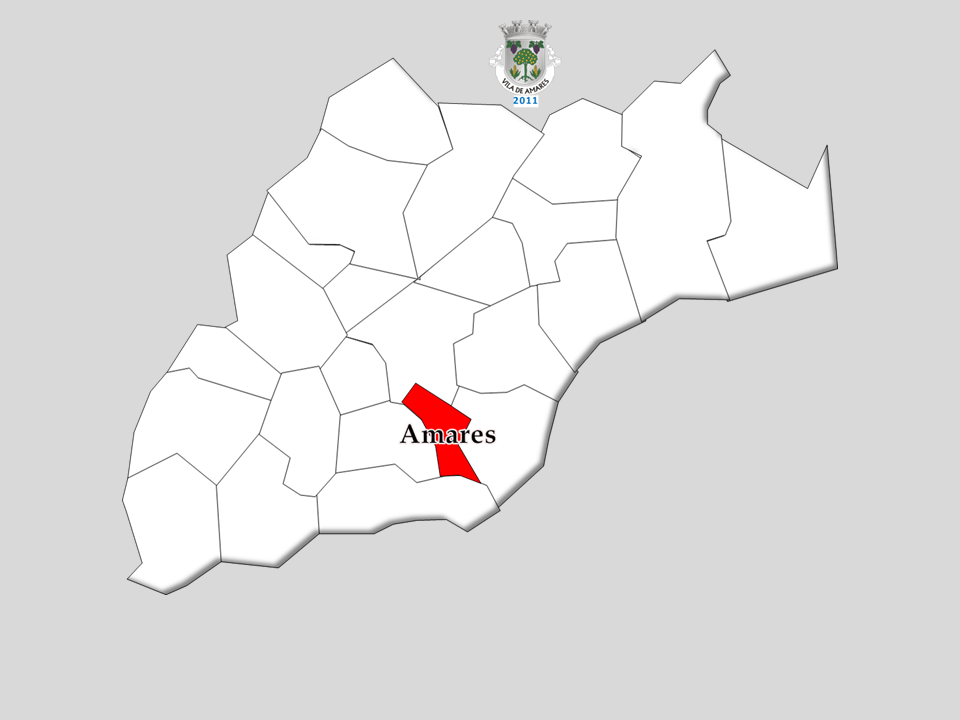
Vila de Amares

A Freguesia de Amares foi uma freguesia portuguesa do Município de Amares que tinha 1,37 km² de área e 1 550 habitantes (2011), tendo, então, uma densidade populacional de 1 131,4 hab/km².
A Freguesia de Amares foi extinta (agregada) em 2013, no âmbito de uma reforma administrativa nacional, tendo sido agregada à freguesia de Figueiredo, para formar uma nova freguesia denominada União das Freguesias de Amares e Figueiredo.

## População
| População da freguesia de Amares (1864 – 2011) | População da freguesia de Amares (1864 – 2011) | População da freguesia de Amares (1864 – 2011) | População da freguesia de Amares (1864 – 2011) | População da freguesia de Amares (1864 – 2011) | População da freguesia de Amares (1864 – 2011) | População da freguesia de Amares (1864 – 2011) | População da freguesia de Amares (1864 – 2011) | População da freguesia de Amares (1864 – 2011) | População da freguesia de Amares (1864 – 2011) | População da freguesia de Amares (1864 – 2011) | População da freguesia de Amares (1864 – 2011) | População da freguesia de Amares (1864 – 2011) | População da freguesia de Amares (1864 – 2011) | População da freguesia de Amares (1864 – 2011) |
| ---------------------------------------------- | ---------------------------------------------- | ---------------------------------------------- | ---------------------------------------------- | ---------------------------------------------- | ---------------------------------------------- | ---------------------------------------------- | ---------------------------------------------- | ---------------------------------------------- | ---------------------------------------------- | ---------------------------------------------- | ---------------------------------------------- | ---------------------------------------------- | ---------------------------------------------- | ---------------------------------------------- |
| 1864                                           | 1878                                           | 1890                                           | 1900                                           | 1911                                           | 1920                                           | 1930                                           | 1940                                           | 1950                                           | 1960                                           | 1970                                           | 1981                                           | 1991                                           | 2001                                           | 2011                                           |
| 309                                            | 395                                            | 483                                            | 436                                            | 483                                            | 454                                            | 487                                            | 535                                            | 598                                            | 617                                            | 554                                            | 758                                            | 977                                            | 1 293                                          | 1 550                                          |